# Arabské pravoslavné hnutí
Arabské pravoslavné hnutí (arabsky الحركة العربية الأرثوذكسية‎, Al-Haraka Al-ʿArabiyya Al-ʾUrthūdhuksiyya) je politické a sociální hnutí s cílem arabizace řeckého pravoslavného patriarchátu jeruzalémského, který má jurisdikci nad pravoslavnými komunitami v Palestině, Jordánsku a Izraeli.

## Historie
Hnutí se zformovalo v druhé polovině 19. století v rámci širšího hnutí arabského nacionalismu. Inspirovalo se v obdobném arabském hnutí ve vedlejších provinciích Osmanské říše, v Sýrii a Libanonu, které v roce 1899 dosáhlo úspěšné arabizace pravoslavného patriarchátu antiochijského. Hnutí usiluje o jmenování arabského patriarchy, kontrolu nad majetkem jeruzalémského patriarchátu pro sociální a vzdělávací účely a používání arabštiny jako liturgického jazyka. Hnutí původně vzešlo z řad arabských křesťanů v Palestině a Transjordánsku, nicméně se později stalo součástí palestinského národního hnutí a někteří palestinští muslimové ho podporovali coby rivala řecké pravoslavné církvi, která sympatizovala se sionismem.
Zatímco pravoslavní věřící, kterými jsou zejména Arabové, tvrdí, že jeruzalémský patriarchát byl nuceně helenizován v roce 1543, řecká pravoslavná církev zastává postoj, že tento patriarchát byl vždy řecký. Konflikt se často projevoval i násilím, kdy arabští věřící napadali řecké duchovní. V roce 1923 se zástupci hnutí (například novinář Ísá el-Ísá) účastnili nacionálního palestinského arabského kongresu, kde požádali o národní podporu pro svou věc. Tu od kongresu získali a stali se tak součástí širšího arabského nacionálního boje. Hnutí následně pořádalo řadu arabských pravoslavných konferencí, z nichž se první konala v Jaffě v roce 1923 a naposledy v Ammánu v roce 2014. Jedním z výsledků konference v roce 1923 bylo založení desítek laických pravoslavných kostelů, klubů a škol v Palestině a Jordánsku. Historicky došlo k několika pokusům o vyřešení konfliktu ze strany osmanských a později britských (v letech 1920–1948) a jordánských (v letech 1948–1967) úřadů. Jordánsko intervenovalo vzhledem k tomu, že sídlo patriarchátu se nachází ve Východním Jeruzalémě, který Jordánsko v té době obsadilo. Navzdory tomu, že se město od roku 1967 dostalo pod izraelskou okupaci, patriarchát nadále funguje podle jordánského zákona z roku 1958, který nařizuje duchovním mít jordánské občanství a mluvit arabsky.
Patriarchát je stále ovládán řeckým duchovenstvem a vlastní rozsáhlé majetky, které z něj činí druhého největšího vlastníka půdy v Izraeli. V posledních desetiletích probíhají u izraelských soudů soudní spory mezi arabskými laiky a patriarchátem o vlastnictví nemovitostí. Prodej pozemků patriarchátem izraelským investorům vedl k několika kontroverzím, z nichž poslední skončila odvolání patriarchy Irenaiose v roce 2005. Naprostá kontrola patriarchy nad patriarchátem a jeho rozsáhlým majetkem vedla k tomu, že je popisován jako „malé absolutistické království“.